# Quaestura exercitus
Quaestura exercitus [kvestúra eksércitus] je bilo upravno okrožje Bizantinskega cesarstva s sedežem v Odesu (današnja Varna), ki ga je ustanovil cesar Justinijan I. (vladal 527–565) 18. maja 536.
Teritorialno je quaestura exercitus obsegala rimski provinci Spodnjo Mezijo in Malo Skitijo v spodnjem Podonavju, ter province Ciper, Karijo in Egejske otoke. Slednje tri province so bile ločene od vzhodne pretorske prefekture in podrejene novemu vojaškemu uradniku, imenovanemu quaestor exercitus (kvestor vojske). Pooblastila kvestorja so bila enakovredna pooblastilom magistra militum.

## Zgodovina
Glavni namen ustanovitve quaesture exercitus je bil podpreti gospodarsko obubožane obdonavske province s pomočjo bogatejših provinc in tam nameščenih vojakov. Podonavske province so iz bolj bogatih provinc oskrbovali prek Črnega morja in jih oprostili vzdrževanja vseh tam nameščenih vojaških enot. Kasnejših zapisov o zgodovini quaestura exercitus ni. Ker je položaj kvestorja sredi 570. let še vedno obstajal, kaže, da quaesturae exercitus ni dosegla načrtovanega uspeha.
Obdonavske province, vključene v quaesturo exercitus, niso preživele avarskih vpadov v 6. in 7. stoletju. Osamljene preživele trdnjave v delti Donave in ob obali Črnega morja so se oskrbovale po morju.
Obstoj quaesture exercitus dokazujejo svinčeni pečati, najdeni med arheološkimi izkopavanji v Spodnji Meziji in Mali Skitiji. Najdenih je bilo trinajst pečatov, od tega devet iz Justinijanovega obdobja, ki dokazuje, da je komunikacija med uradniki iz Male Skitije in Konstantinopla potekala dokaj redno.